# タルナード (MLRS)
MLRS タルナード（ロシア語: Торнадо (РСЗО)）は、ロシアの122～300mm口径の多連装ロケットランチャー（MLRS）ファミリーを近代化させたものである。メディアでは、しばしばロケットコンテナが2連装になったウラガン1M（9К512 Ураган-1М）と混同される。
タルナードとは「竜巻(スペイン語が語源、スメルチの類義語)」の意味。

## バリエーション
9A53-G タルナード
BM-21 グラートのアップグレード 
9A53-U タルナード
BM-27 ウラガンのアップグレード ウラガン1M？
9A53-S タルナード
BM-30 スメルチのアップグレード

## 配備国
ロシア: 36ユニット